# Vicepresidente dell'Iran
Il vicepresidente dell'Iran (in persiano: معاون رئیس‌جمهور ایران, M'avân-e Renisjimhur-e Iran), tecnicamente il primo vicepresidente vista la possibilità di averne vari, è una carica esecutiva prevista dall'articolo 124 della Costituzione dell'Iran.

## Descrizione
Il primo vicepresidente è il primo in linea di successione dopo il presidente dell'Iran e ne fa le veci quando esso è impossibilitato a svolgere i propri compiti.
La carica è stata istituita nel 1989 con la revisione costituzionale di quell'anno e ha inglobato diverse funzioni della carica di primo ministro (da quel momento dismessa).
Da allora, si sono succeduti i seguenti primi vicepresidenti dell'Iran (indicata l'intervallo di durata della carica e la fazione di appartenenza):
- Hassan Habibi (politico) (1989 - 2001; riformista)
- Mohammad Reza Aref (2001 - 2005; riformista)
- Parviz Davoodi (2005 - 2009; principalista)
- Esfandiar Rahim Mashaei (2009; principalista)
- Mohammad Reza Rahimi (2009 - 2013; principalista)
- Eshaq Jahangiri (2013 - 2021; riformista - Partito Kargozaran)
- Mohammad Mokhber (2021 - 2024; principalista)
- Mohammad Reza Aref (dal 2024; riformista)

## Vicepresidenti attuali dell'Iran
Gli attuali vicepresidenti dell'Iran sono i seguenti:
| Ufficio | Vicepresidente                          | Data inizio incarico |
| --- | --------------------------------------- | -------------------- |
| Primo vicepresidente                                                                                             | Mohammad Reza Aref (IND-RIF)            | 30 luglio 2024       |
| Presidente dell'Organizzazione dell'Energia Atomica                                                              | Mohammad Eslami (MIL-IND)               | 29 agosto 2021       |
| Presidente dell'Organizzazione per il Bilancio e la Programmazione                                               | Hamid Pourmohammadi (IND-RIF)           | 4 agosto 2024        |
| Vicepresidente per gli Affari parlamentari                                                                       | Mohsen Esmaeili (IND-RIF)               | 15 aprile 2025       |
| Vicepresidente per gli Affari femminili e familiari                                                              | Zahra Behrouz Azar (HEMIE-RIF)          | 10 agosto 2024       |
| Vicepresidente per i martiri e gli affari votivi Presidente della Fondazione degli affari dei martiri e veterani | Saeed Ohadi (IND)                       | 10 agosto 2024       |
| Vicepresidente per gli Affari accademici e tecnologici Presidente della Società Islamica degli Studenti          | Hossein Afshin (IND)                    | 10 agosto 2024       |
| Presidente dell'Organizzazione per gli Affari amministrativi e dell'Impiego                                      | Meysam Latifi (IND)                     | 5 settembre 2021     |
| Vicepresidente per gli Affari esecutivi                                                                          | Mohammad Ja'far Ghae'em Panah (IND-RIF) | 1º agosto 2024       |
| Vicepresidente per gli Affari legali                                                                             | Majid Ansari (MRM-RIF)                  | 22 agosto 2024       |
| Vicepresidente per gli Affari strategici                                                                         | Mohsen Esmaeili (IND-RIF)               | 15 aprile 2025       |
| Vicepresidente per gli Affari ambientali                                                                         | Shina Ansari (IND-RIF)                  | 22 agosto 2024       |
| Vicepresidente per le Regioni rurali e svantaggiate                                                              | Abdolkarim Hosseinzadeh (IND-RIF)       | 26 agosto 2024       |

Vi sono anche altri posti da vicepresidenti che, al 2024, non sono operativi.